# Draco palawanensis
Draco palawanensis är en ödleart som beskrevs av  Mcguire och ALCALA 2000. Draco palawanensis ingår i släktet flygdrakar, och familjen agamer. Inga underarter finns listade i Catalogue of Life.
Denna flygdrake förekommer på Palawan och på mindre öar i västra Filippinerna. Den lever i låglandet och i kulliga regioner upp till 350 meter över havet. Arten hittas i skogar med dipterokarpväxter. Den besöker även skogskanter och odlingsmark med kokosnöt och Casuarina.
För beståndet är inga hot kända. Hela populationen bedöms som stabil. IUCN listar arten som livskraftig (LC).